# Asymétrie (statistiques)
Pour les articles homonymes, voir Asymétrie.
En théorie des probabilités et statistique, le coefficient d'asymétrie (skewness en anglais) correspond à une mesure de l’asymétrie de la distribution d’une variable aléatoire réelle.
C’est le premier des paramètres de forme, avec le kurtosis (les paramètres basés sur les moments d’ordre 5 et plus n’ont pas de nom attribué).
En termes généraux, l’asymétrie d’une distribution est positive si la queue de droite (à valeurs hautes) est plus longue ou grosse, et négative si la queue de gauche (à valeurs basses) est plus longue ou grosse.

## Définition
Étant donné une variable aléatoire réelle X de moyenne μ et d’écart type σ, on définit son coefficient d’asymétrie comme le moment d’ordre trois de la variable centrée réduite :
{\displaystyle \gamma _{1}=\mathbb {E} \left[\left({\frac {X-\mu }{\sigma }}\right)^{3}\right]}
lorsque cette espérance existe.
On a donc :
{\displaystyle \gamma _{1}={\frac {\mu _{3}}{\mu _{2}^{\ 3/2}}}={\frac {\kappa _{3}}{\kappa _{2}^{\ 3/2}}}}
avec {\displaystyle \mu _{i}}les moments centrés d’ordre i et κi les cumulants d’ordre i.

## Propriétés

### Dimension
Les moments centrés μi et cumulants κi ayant pour dimension celle de la variable X élevée à la puissance i, le coefficient d’asymétrie γ1 est une grandeur adimensionnelle.

### Somme de réalisations indépendantes
Soient X une variable aléatoire réelle et {\displaystyle Y=\sum _{k=1}^{n}X} la somme de n réalisations indépendantes de X (exemple : la loi binomiale de paramètres n et p, somme de n réalisations indépendantes de la loi de Bernoulli de paramètre p).
Grâce à la propriété d’additivité des cumulants, on sait que κi(Y) = n κi(X), donc :
{\displaystyle \gamma _{1}(Y)={\frac {n\kappa _{3}(X)}{(n\kappa _{2}(X))^{3/2}}}={\frac {\gamma _{1}(X)}{\sqrt {n}}}}

### Forme de la distribution
- Un coefficient négatif indique une distribution décalée à droite de la médiane, et donc une queue de distribution étalée vers la gauche.
- Un coefficient positif indique une distribution décalée à gauche de la médiane, et donc une queue de distribution étalée vers la droite.
- Un coefficient nul n'indique pas nécessairement que la distribution est symétrique, mais une distribution symétrique a un coefficient nul.

## Estimation de l'asymétrie

### Estimateur non biaisé pour la loi normale
Un estimateur de l’asymétrie, non biaisé pour la loi normale, est :
{\displaystyle G_{1}={\frac {n^{2}}{(n-1)(n-2)}}{\frac {{\frac {1}{n}}\sum _{i=1}^{n}(x_{i}-{\hat {\bar {x}}})^{3}}{({\hat {\sigma ^{2}}})^{3/2}}}}
où {\displaystyle {\hat {\bar {x}}}} et {\displaystyle {\hat {\sigma ^{2}}}} sont des estimateurs non biaisés respectivement de l’espérance et de la variance.

### Mesures de l'asymétrie par d'autres paramètres

Comparaison de la moyenne, de la médiane et du mode de deux lois log-normales avec des asymétries différentes.

Karl Pearson a proposé d'autres estimations de l'asymétrie par des calculs plus simples, ne faisant pas appel aux moments mais à d'autres paramètres statistiques :
Premier coefficient d'asymétrie de Pearson (asymétrie de mode)
Le coefficient d'asymétrie de mode de Pearson est donné par :
moyenne − mode/écart type.
Deuxième coefficient d'asymétrie de Pearson (asymétrie de médiane)
Le coefficient d'asymétrie de médiane de Pearson est donné par , :
3 (moyenne − médiane)/écart-type.

### Mesures par des quartiles
La mesure de l'asymétrie proposée par Bowley (en 1901),, ou coefficient de Yule (de 1912),, mesure de l'asymétrie de Galton ou indice de Yule–Kendall est définie par : 
{\displaystyle B_{1}={\frac {Q_{3}+Q_{1}-2Q_{2}}{Q_{3}-Q_{1}}}={\frac {{\frac {Q_{3}+Q_{1}}{2}}-Q_{2}}{\frac {Q_{3}-Q_{1}}{2}}}}.
Par la deuxième forme, on voit que le numérateur est la différence entre la moyenne des premier et troisième quartiles (mesure de localisation) et la médiane, tandis que le dénominateur représente la déviation moyenne absolue de la dispersion (dans les cas symétriques).
Une formulation plus générale d'une fonction d'asymétrie a été décrite par Groeneveld et Meeden,, :
{\displaystyle \gamma (u)={\frac {F^{-1}(u)+F^{-1}(1-u)-2F^{-1}(1/2)}{F^{-1}(u)-F^{-1}(1-u)}}}
où F est la fonction de répartition. On obtient ainsi une mesure générale de l'asymétrie définie par le supremum de cette fonction pour 1/2 ≤ u < 1. Une autre mesure peut être obtenue avec les intégrales des numérateurs et dénominateurs de cette expression. La fonction γ(u) vérifie −1 ≤ γ(u) ≤ 1 et est bien définie sans nécessiter l'existence de tous les moments de la distribution considérée. Si les mesures de l'asymétrie par les quantiles sont simples à interpréter, elles ont cependant tendance à varier plus que les calculs par les moments. Par exemple, la loi uniforme a une asymétrie par quantiles plus grande.
Le coefficient de Yule correspond à γ(3/4) et la mesure de Kelley vaut γ(0,1).

### Lien entre coefficient d'asymétrie et mesure de chiralité
Mesurer l'asymétrie de la distribution d'une variable aléatoire réelle revient à évaluer quantitativement la différence entre cette distribution et son image miroir : il y a réflexion par rapport au point moyen, d'où un lien formel avec les mesures de chiralité. Cette mesure d'asymétrie peut s'effectuer avec l'indice chiral. Dans le cas d'une distribution de variance finie et non nulle, il est donné par :
{\displaystyle (1+r_{m})/2}
où {\displaystyle r_{m}} est la borne supérieure du coefficient de corrélation entre la distribution et son image miroir. L'indice chiral prend des valeurs dans l'intervalle [0;1/2]. Dans le cas de n observations, {\displaystyle r_{m}} est le coefficient de corrélation entre les observations triées par valeurs croissantes et les observations triées par valeurs décroissantes. Contrairement à d'autres mesures d'asymétrie, l'indice chiral s'annule si et seulement si la distribution est symétrique, au sens d'une symétrie indirecte .